# Rudi Miel
Pour les articles homonymes, voir Miel.
Rudi Miel, né le 19 janvier 1965 à Tournai (province de Hainaut), est un scénariste de bande dessinée belge.

## Biographie

### Jeunesse
Rudi Miel naît le 19 janvier 1965 à Tournai. Il consacre un mémoire à l'univers rural de Tendre Violette de Jean-Claude Servais et Gérard Dewamme chez Casterman, qu'il explore sous l'angle de la photo. Il est diplômé en communications sociales. Il obtient une licence en journalisme et il suit un troisième cycle en gestion financière et marketing à l’École de Commerce Solvay. Il travaille comme photographe et journaliste indépendant, pour notamment Le Soir et Le Vif/L'Express. Il fonde l’agence de communication Concerto qu’il dirige depuis 1992. Cette agence a recours à des dessinateurs de bande dessinée tels Moebius, Jean-Pierre Gibrat, Max Cabanes, Cosey, Dany, Derib, Dave Gibbons, Jirō Taniguchi, André Taymans, William Vance, Will pour illustrer des cartes de vœux, des portfolios et brochures pour des sociétés telles Fina et Solvay.

### Scénariste de bande dessinée
Il adapte en bande dessinée la nouvelle L'Auberge de Guy de Maupassant en un court récit de quatre pages intitulé Le Rocher-aux-oiseaux dessiné par le dessinateur André Taymans publié dans Jet, une revue de bande dessinée des éditions du Lombard en juin 1990,. Il lance la série Les Aventures de Charlotte avec le même dessinateur aux éditions Casterman en 1993. La série compte cinq volumes, réunis en intégrale aux éditions Place du sablon en 2016.
En 2003, il reçoit le prix Alph-Art de la communication » pour l'album Les Eaux blessées au Festival d'Angoulême 2003 qu'il partage avec Dominique David et Cristina Cuadra.
Pour la collection « Polyptyque » des éditions Le Lombard, il écrit en collaboration avec Cristina Cuadra la série L'Ordre impair dessinée par Paul Teng. La série mêlant ésotérisme et géopolitique s'échelonne sur cinq opus de 2004 à 2008, réunis en intégrale en 2010.
Il écrit en collaboration avec l'archéologue Fabienne Pigière les trois volets de Libertalia publiés aux éditions Casterman de 2017 à 2019.
En 2021, il renouvelle cette collaboration scénaristique avec la série historique Buonaparte dessinée par Iván Gil. La quadrilogie compte trois tomes en 2022, publiée dans la collection « Histoire et Histoires » aux éditions Delcourt.
En 2022, il écrit le roman graphique Coq sur Mer 1933, dessiné par Baudouin Deville aux éditions Anspach,. Il lance Godefroy, une série qui doit compter cinq volumes avec le dessinateur Théo Dubois d’Enghien chez le même éditeur en 2024. En 2025, le projet Pompéï est lancé avec succès sur la plateforme de financement participatif Ulule. Il retrouve le même duo scénaristique et conte une aventure historique au cœur des derniers jours de Pompéi dessinée par Paollo Grella. Le premier one shot axé sur le personnage d'Assa, une esclave au service du notable Phobus qui sera vendue au Lupanar, est publié aux éditions Anspach la même année. Selon le scénariste et chroniqueur Jean-François Miniac du site BDzoom, le scénario est captivant et défriche un sujet pas encore abordé en bande dessinée. Le journaliste Jean-Laurent Truc y voit une très bonne reconstitution historique.

### Vie privée
Rudi Miel demeure à Hacquegnies en 2024.

## Œuvres

### Albums de bande dessinée
- À la découverte de l'Europe, avec Will (dessin), 1996  (ISBN 92-8277-596-8)
- L'Arbre des deux printemps[23], avec Will (dessin), Le Lombard, coll. « Signé », 2000  (ISBN 2-8036-1600-9) — Réédition[24], 2009  (ISBN 978-2-8036-2514-7).
- Les Eaux blessées, avec Cristina Cuadra (scénario), Dominique David (dessin) et Étienne Simon/Yuio, réalisé par l'agence Concerto (couleurs), 2002  (ISBN 92-823-1677-7)[25].

- Fonds social européen
- 1. Rebonds, Office des publications officielles des Communautés européennes, Luxembourg, 2010
Scénario : Rudi Miel - Dessin : Sylvain Savoia, Christian Durieux, Vanyda et Gihef - Couleurs : quadrichromie -  (ISBN 978-92-7913-893-5),bande dessinée disponible dans les 23 langues officielles de l'Union européenne.

1. Coup de pouce, avec Maud Millecamps, Alex Tefenkgi, Vanyda et You au dessin, 2010  (ISBN 9789279169069)
2. Sept rencontres[38], avec Maud Millecamps, 2013  (ISBN 978-92-79-30128-5)

#### Pompéï
- 1. Assa[20],[21],[58],[59],[60], Anspach, Lasne, 16 mai 2025
Scénario : Rudi Miel et Fabienne Pigière - Dessin et couleurs : Paolo Grella -  (ISBN 978-2-931105-41-2)

### En revues et journaux
- Le Rocher-aux-oiseaux[9] (4 planches), dessin : André Taymans, dans Jet no 6, éditions du Lombard en juin 1990  (ISBN 2-8036-0818-9) — d'après L'Auberge de Guy de Maupassant.

## Prix et distinctions
- 2001 :  Rudi Miel a reçu le « prix du meilleur album étranger » au festival de bande dessinée de Sobreda en 2001 (Portugal) pour L’Arbre des deux printemps, un album de la collection « Signé » aux éditions Le Lombard[2] ;
- 2003 :  prix Alph-Art de la communication pour l'album Les Eaux blessées au Festival d'Angoulême 2003[61],[11].

#### Livres
: document utilisé comme source pour la rédaction de cet article.
- Jacques Fiérain, « Miel, Rudi », dans La BD dans la province du Hainaut, Charleroi, Éd. l'Âge d'or, septembre 2006, 96 p., ill. ; 31 cm (ISBN 9782960046458 et 2960046455, OCLC 469651838, présentation en ligne), p. 31.
- Philippe Mellot, Michel Denni, Laurent Turpin et Isabelle Morzadec, Trésors de la bande dessinée : BDM 2025-2026 - Catalogue encyclopédique et Argus, Paris, Les Arènes, novembre 2024, 24e éd., 1839 p., ill. ; 23 cm (ISBN 979-10-37512-61-1, OCLC 1478218824, présentation en ligne), p. 79, 248, 613, 830, 1036. .

#### Périodiques
- « Rudi Miel », Jet, Le Lombard, no 6,‎ juin-juillet-août 1990, p. 46 (ISBN 2-8036-0818-9, ISSN 1146-2728).

#### Articles
- Rudi Miel (interviewé), « Interview de Rudi Miel : L'Arbre des deux Printemps Will and Co », BDParadisio,‎ novembre 2000 (lire en ligne, consulté le 8 août 2023).
- Gilles Ratier, « Prix Alph-Art 2003 », BDzoom,‎ 25 janvier 2003 (lire en ligne, consulté le 23 juin 2022).
- Fabienne Pigère, Rudi Miel, Paolo Grella (interviewés par Alexis Seny), « Dans Libertalia, « il y a de la violence, de l’aventure, mais aussi une véritable idéologie : les pirates gagnaient leur liberté et rompaient avec la société mise en place » », Branchés Culture,‎ 25 mai 2017 (lire en ligne, consulté le 24 avril 2025).

### Émissions de télévision
- Coq-sur-mer 1933 : une bande dessinée des éditions Anspach scénarisée par le Frasnois Rudi Miel sur Notélé, intervenants : Baudouin Deville et Nicolas Anspach, reportage : Aniko Ozorai et Thibaut Rommens (4 min 57 s), 22 novembre 2022.
- «Le seigneur Godefroy», premier tome de la série Godefroy de Rudi Miel et Théo Dubois d'Enghien sur Notélé, intervenants : Rudi Miel, Théo Dubois d’Enghien et Nicolas Anspach, reportage : Frédérique Thiebaut et Maxime Soyez (4 min 23 s), 5 juin 2024.

### Vidéographie
- [vidéo] « Derrière le masque ... Ivan Gil et Rudi Miel », sur YouTube, 16 novembre 2021